# Juan de Ayolas
Juan de Ayolas, né à Briviesca et mort au Paraguay en 1537, est un conquistador espagnol. 

## Biographie
Il accompagne Pedro de Mendoza lors de son expédition de 1534 pour coloniser la région entre le Río de la Plata et le détroit de Magellan et lui succède brièvement en tant que deuxième gouverneur de la région après le retour de Mendoza en 1537.
À la recherche de ravitaillement, il remonte le rio Paraná et fonde un fort appelé Corpus Christi, comme Sebastian Cabot l'avait fait avant lui. Laissant Domingo Martínez de Irala à Puerto la Candelaria (aujourd'hui Fuerte Olimpo), il remonte le río Paraguay à la recherche d'une voie d'accès avec le Pérou. Il doit lutter contre les Guaranis, traverse le Gran Chaco jusqu'aux Andes, s'y empare d'un fort butin, mais, à son retour, est tué avec tous les hommes de sa compagnie par les Payaguá.
La ville d'Ayolas au Paraguay et son aéroport (IATA : AYO ; ICAO : SGAY) portent son nom.